# Woodlawn (Baltimore megye, Maryland)
Woodlawn önkormányzat nélküli statisztikai település az USA Maryland államában, Baltimore megyében. Lakosainak száma 39 986 fő (2020. április 1.).

## Népesség
A település népességének változása:
| Lakosok száma | 19 254 | 36 079 | 37 879 | 39 986 |
|               | 1960   | 2000   | 2010   | 2020   |